# Redvan Memešev
Redvan Raïmovyč Memešev (in ucraino Редван Раїмович Мемешев?; Džankoj, 15 agosto 1993) è un calciatore ucraino, centrocampista del Kyzyltaš.

## Carriera

### Club
Ha giocato nella massima serie dei campionati ucraino e bielorusso.

### Nazionale
Tra il 2013 ed il 2014 ha segnato un gol in 6 presenze nelle qualificazioni agli Europei Under-21.